# After Forever
Gli After Forever sono stati un gruppo musicale symphonic metal olandese con varie influenze, dal doom al progressive. Si sono contraddistinti, insieme ad altre band, per l'utilizzo congiunto di una voce femminile pulita e di una voce death.
Il nome del gruppo deriva dall'omonimo brano contenuto nell'album Master of Reality dei Black Sabbath.

## Storia
La band originariamente si formò nel 1995 con il nome di Apocalyps, realizzando prevalentemente composizioni di carattere doom metal. Con l'unione della voce femminile di Floor Jansen nel 1997, lo stile della band subì una svolta verso il symphonic metal.
Nel 1999 la band iniziò a comporre brani propri e registrati in due demo intitolati Ephemeral e Wings of Illusion che catturarono l'attenzione dell'etichetta discografica "Transmission Records", con la quale la band siglò un contratto.
L'album di debutto della band, Prison of Desire, venne registrato nel 2000, con la partecipazione speciale di Sharon den Adel, cantante dei Within Temptation, nel brano Beyond Me. L'album è prettamente gothic metal e ottenne un significativo successo in Europa. Per la fine dell'anno, il batterista André Borgman ed il tastierista Lando van Gils si unirono alla band, in sostituzione di Joep Backers e Jack Driessen.
Nel 2001 uscì l'album Decipher, con il quale la band perse la maggior parte del sound gothic. Floor Jansen venne invitata a cantare come ospite negli Ayreon, un progetto di Arjen Anthony Lucassen. Nel 2002 Mark Jansen fu cacciato dalla band a causa di divergenze musicali e fondò un nuovo progetto, i Sahara Dust (poi ridenominatisi Epica). A fronte della perdita di uno dei tre compositori, gli After Forever verso la fine del 2003 si cimentarono in un EP Exordium, prima di pubblicare Invisible Circles.
Pochi mesi dopo, nel 2004, venne pubblicato il concept album Invisible Circles, sempre per la Transmission: l'album raggiunse il 26º posto nella classifica top 100 olandese. Il sound cambiò vigorosamente assumendo i leggeri tratti propri del progressive metal nei ritmi più veloci e linee vocali più elaborate; in generale, in questo lavoro iniziano a comparire per la prima volta parti tecnicamente difficili e ricercate.
Nel settembre 2005, la band pubblicò Remagine, ultimo lavoro pubblicato per Transmission Records. Lando van Gils lasciò la band, rimpiazzato da Joost van den Broek nello stesso anno. Il disco presenta diverse divagazioni musicali che allontanavano il gruppo dal loro sound originale, dirigendolo verso un heavy metal più estremo. Seguì un tour che per la prima volta toccò anche l'Italia.
Il 3 marzo, 2006 la band abbandonò l'etichetta "Transmission Records" a causa di importanti problemi interni che la portarono a fallire poco dopo. Durante la fase di songwriting del nascituro After Forever, il gruppo trovò un contratto discografico presso la prestigiosa "Nuclear Blast", etichetta che poteva finalmente riservare alla band una visibilità molto migliore nel campo dello heavy metal.
After Forever, l'ultimo disco, uscì il 20 aprile 2007 ed è un sunto di tutte le sfaccettature che hanno caratterizzato la band dal debutto ad oggi. Questo album, infatti, riprende varie caratteristiche di Invisible Circles ma si caratterizza per la presenza imponente dell'Orchestra di Praga e del chitarrista Jeff Waters degli Annihilator (in De-Energized) e di Doro Pesch della band Doro (in Who I Am). Canzoni come De-Energized hanno influenze death metal.
Il 5 febbraio 2009, la band ha annunciato il suo definitivo scioglimento sul sito ufficiale, anche se il leader Sander Gommans non nega una possibile reunion.
Il 9 agosto la cantante Floor Jansen ha suonato al Summer Darkness festival di Utrecht con il Red Limo String Quartet alcune canzoni degli After Forever riarrangiate per il quartetto d'archi dal tastierista Joost van den Broek.

## Formazione

### Ultima
- Floor Jansen – voce (1997 – 2009)
- Sander Gommans – chitarra, voce (1995 – 2009)
- Bas Maas – chitarra, voce (2002 – 2009)
- Luuk van Gerven – basso (1996 – 2009)
- André Borgman – batteria (2000 – 2009)
- Joost van den Broek – tastiera (2004 – 2009)

### Ex componenti
- Mark Jansen – chitarra, voce (1995 – 2002)
- Joep Beckers – batteria (1995 – 2000)
- Jack Driessen – tastiere (1995 – 2000)
- Lando van Gils – tastiere (2000 – 2004)

## Discografia

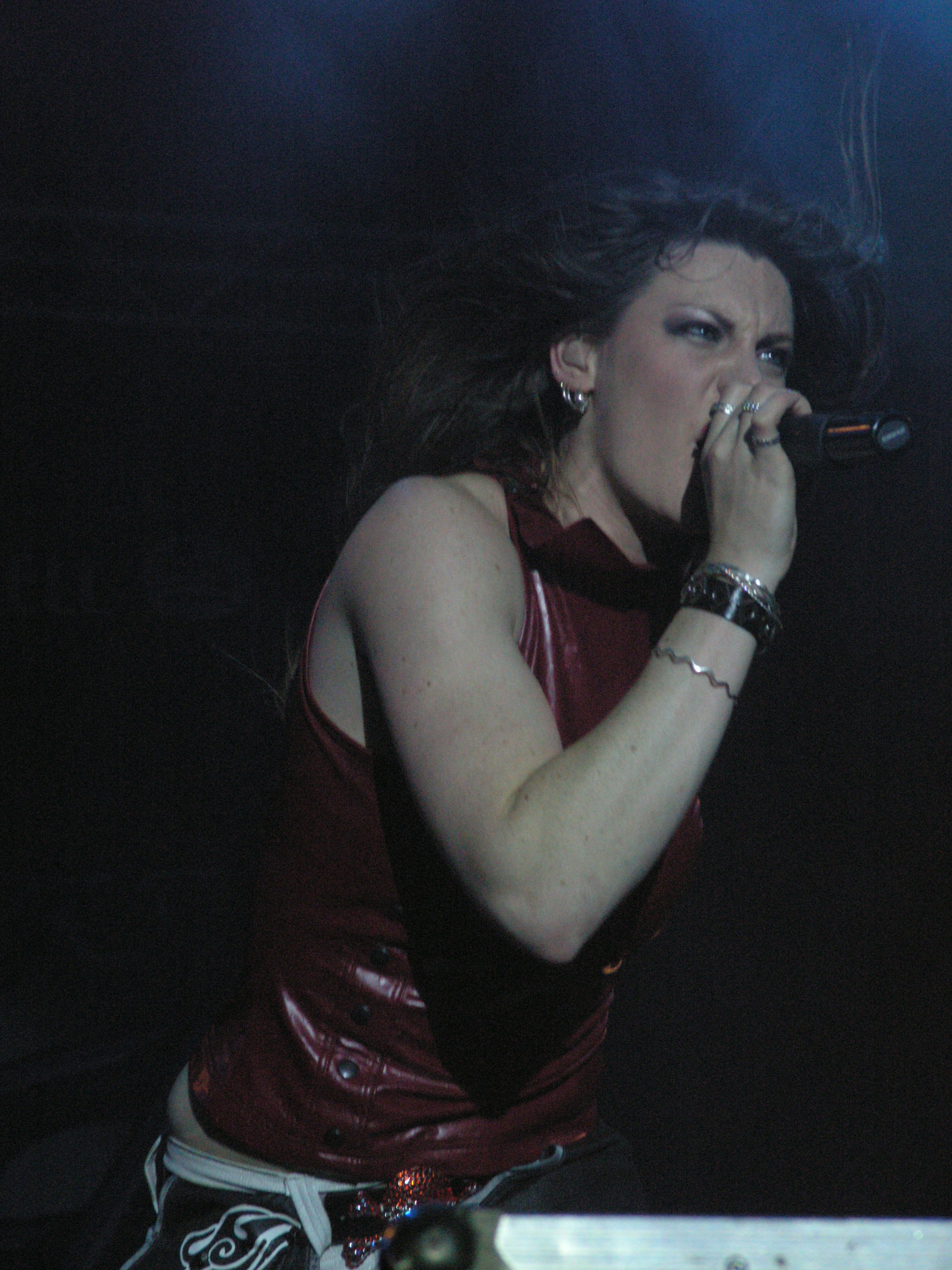
Floor Jansen in concerto

### Album in studio
- 2000 – Prison of Desire
- 2001 – Decipher
- 2003 – Exordium
- 2004 – Invisible Circles
- 2005 – Remagine
- 2007 – After Forever

### EP
- 2003 – Exordium

### Raccolte
- 2006 – Mea culpa

### Singoli
- 2000 – Follow in the Cry/Silence from Afar
- 2002 – Emphasis/Who Wants to Live Forever
- 2002 – Monolith of Doubt
- 2003 – My Choice/The Evil That Men Do
- 2004 – Digital Deceit
- 2005 – Being Everyone
- 2006 – Two Sides/Boundaries Are Open
- 2007 – Energize Me
- 2007 – Equally Destructive